# Fragment d'un film-aumône
Pour les articles homonymes, voir Aumône (homonymie).
Pour plus de détails, voir Fiche technique et Distribution.
Fragments d'un film-aumône est un film portugais réalisé par João César Monteiro sorti en 1972.

## Synopsis
João Lucas est un homme étrange qui ne quitte presque jamais son lit. Dedans, il partage les jeux  avec sa fille, les caresses sans fin avec Maria, sa femme. Cette dernière a de temps en temps des crises amoureuses intenses et pathétiques. Les recettes ménagères sont apportées par elle, qui travaille dans une usine de parapluies allemande.

## Fiche technique
- Titre antérieur : La Sainte Famille (A Sagrada Família)
- Scénario, réalisation, montage : João César Monteiro
- Assistant réalisateur : Margarida Gil
- Image : Acácio de Almeida
- Son : João Diogo
- Musique : Mozart, Stockausen
- Textes : Eschyle, André Breton, James Joyce, Francis Ponge
- Directeur de production : Henrique Espírito Santo
- Production : Centre Portugais du Cinéma
- Durée : 75 min
- Noir et Blanc
- Année : 1972

## Distribution
- Manuela de Freitas
- João Perry
- Dalila Rocha
- Catarina Coelho
- Fernado Luso Soares
- Maria Clementina Monteiro
- José Gabriel Trindade Santos

- Voix : Luís Miguel Cintra